# Aphrodisium strandi
Aphrodisium strandi là một loài bọ cánh cứng trong họ Cerambycidae.